# Pauxi
Pauxi es un género de aves galliformes de la familia Cracidae  propias de Sudamérica, conocidas vulgarmente como paujiles.

## Especies
Se conocen tres especies del género Pauxi:
- Pauxi pauxi (Linnaeus, 1766) – paují de yelmo;
  - P. p. pauxi (Linnaeus, 1766);
  - P. p. gilliardi Wetmore & Phelps, 1943;
- Pauxi unicornis Bond & Meyer de Schauensee, 1939 – paují unicornio boliviano;
- Pauxi koepckeae Weske & Terborgh, 1971 – paují unicornio peruano.